# 董昂霄
董昂霄（？—1358年），元朝磁州（今河北省磁县）人。董摶霄之弟。
董昂霄随兄董摶霄镇压元末民变，至正十七年（1357年）代兄领兵跟随卜兰奚攻打益都，元朝朝廷授董昂霄淮南行樞密院判官。至正十八年（1358年）在南皮魏家庄与董摶霄一起被红巾军毛贵所杀。朝廷追贈董昂霄推誠孝節功臣、嘉議大夫、禮部尚書、上輕車都尉，追封隴西郡侯，諡忠毅。